# قرية الوسط (بني العوام)

تعديل مصدري - تعديل

قرية الوسط هي إحدى قرى عزلة بني القدمي بمديرية بني العوام التابعة لمحافظة حجة، بلغ تعداد سكانها 348 نسمة حسب تعداد اليمن لعام 2004.